# 職業訓練指導員 (土木科)
職業訓練指導員 (土木科)（しょくぎょうくんれんしどういん どぼくか）は、職業訓練指導員免許のうちの1つ。厚生労働省管轄。

## 受験資格
- 職業訓練指導員免許の受験資格と試験免除を参照。ウェルポイント施工技能士の保有者など。

## 試験科目
学科試験
1. 指導方法（職業訓練原理、教科指導法、訓練生の心理、生活指導及び職業訓練関係法規）
2. 関連学科

- 系基礎学科
  - 土木工学（測量、応用力学、土質力学、製図）
  - 安全衛生（安全管理、衛生管理）
- 専攻学科
  - 施工法（土木設計、土木施工法、機械及び電気、材料、関係法規）

実技試験
1. 土木施工